# Ruth Fuchs
Ruth Fuchs, född 14 december 1946 i Egeln, Sachsen-Anhalt, död 20 september 2023 i Jena, Thüringen, var en tysk friidrottare inom spjutkastning som tävlade för Östtyskland.
Hon vann guldmedaljen i spjutkastning i olympiska spelen i München 1972 och i Montréal 1976, där hon tävlade för Östtyskland. 1990 och även från 1992 till 2000 var hon ledamot av tyska förbundsdagen. Mellan 2004 och 2009 företräde hon Die Linke i delstatsparlamentet i Thüringen. Fuchs drev också en klädesbutik i Jena.